# Visokotehnološka arhitektura
Visokotehnološka arhitektura, znana tudi kot strukturni ekspresionizem, je vrsta pozne modernistične arhitekture, ki se je pojavila v 1970-ih in je vključevala elemente visokotehnološke industrije in tehnologije v načrtovanje stavb. Visokotehnološka arhitektura je zrasla iz modernističnega sloga z uporabo novih dosežkov tehnologije in gradbenih materialov. Poudarja preglednost pri oblikovanju in konstrukciji, s čimer želi sporočiti osnovno strukturo in funkcijo stavbe v njeni notranjosti in zunanjosti. Visokotehnološka arhitektura v veliki meri uporablja aluminij, jeklo, steklo in v manjši meri beton (tehnologija za katero se je razvila prej), saj so ti materiali postajali naprednejši in na voljo v več različnih oblikah v času, ko se je slog razvijal – na splošno napredek v trendu nizke teže.
Visokotehnološka arhitektura se osredotoča na ustvarjanje prilagodljivih stavb z izbiro materialov, notranjih strukturnih elementov in programskega oblikovanja. Skuša se izogniti povezavam s preteklostjo in se kot taka izogiba gradbenim materialom, ki se običajno uporabljajo v starejših slogih arhitekture. Pogosti elementi vključujejo viseča ali previsna tla, pomanjkanje notranjih nosilnih sten in rekonfigurabilne prostore. Nekatere stavbe vključujejo izrazite, svetle barve, da bi vzbudile občutek risbe ali diagrama. Visoka tehnologija se osredotoča na tovarniško estetiko in velik osrednji prostor, ki ga servisirajo številna manjša vzdrževalna območja, da vzbudi občutek odprtosti, poštenosti in preglednosti.
Zgodovinar Reyner Banham je zgodnje visokotehnološke zgradbe imenoval oskrbovane lope zaradi izpostavljenosti mehanskim storitvam poleg strukture. Večina teh zgodnjih primerov je kot izbrani material uporabljala izpostavljeno konstrukcijsko jeklo. Ker so votli konstrukcijski deli (ki sta jih razvila Stewarts in Lloyds in so v Združenem kraljestvu znani kot Rectangular Hollow Section (RHS)) postali široko dostopni šele v zgodnjih 1970-ih, je bilo v visokotehnološki arhitekturi veliko eksperimentiranja s tem materialom.
Med glavnimi praktiki tega sloga so naslednji: sir Michael Hopkins, Bruce Graham, Fazlur Rahman Khan, Minoru Yamasaki, sir Norman Foster, sir Richard Rogers, Renzo Piano in Santiago Calatrava.

## Ozadje
Visokotehnološka arhitektura je bila prvotno razvita v Veliki Britaniji (British High Tech architecture), pri čemer so bili mnogi njeni najbolj znani zgodnji zagovorniki Britanci. Vendar ima gibanje korenine v številnih prejšnjih slogih in črpa navdih pri številnih arhitektih iz prejšnjih obdobij. Številni ideali, ki jih je posredovala visokotehnološka arhitektura, so izhajali iz zgodnjih modernistov iz 1920-ih. Koncepte transparentnosti, poštenosti materialov in navdušenja nad estetiko industrije lahko zasledimo pri sodobnih arhitektih. Visokotehnološka arhitektura, podobno kot modernizem, deli prepričanje v duh obdobja, ki ga je treba vključiti in uporabljati v vsaki stavbi. Vpliv Le Corbusierja, Walterja Gropiusa in Miesa van de Roheja je obsežen v številnih načelih in zasnovah visokotehnološke arhitekture.
Med prvimi praktiki visokotehnološke arhitekture je bila britanska arhitekturna skupina Archigram, katere člani so pogosto oblikovali napredne futuristične stavbe in mesta. Med najvplivnejšimi med njimi je bil Plug-in City Petra Cooka, teoretična mega struktura, zasnovana okoli zmožnosti ločevanja in zamenjave vsake posamezne enote. Koncept odstranljivih in zamenljivih elementov stavb bo pozneje postal razširjena značilnost v slogu visoke tehnologije. Manj neposredni predhodniki so bili Buckminster Fuller in Frei Otto, katerih osredotočenost na zmanjševanje gradbenih virov je ustvarila poudarek na nateznih strukturah, še enem pomembnem elementu v številnih visokotehnoloških načrtih. Koncept Louisa Kahna o 'streženih' in 'služabnih' prostorih, še posebej, ko je bil izveden v obliki servisnih stolpov, je kasneje postal splošno razširjena značilnost visokotehnološke arhitekture.
Drugi projekti in dizajni, ki so vsebovali ali navdihnili elemente, ki so skupni vsem visokotehnološkim slogom, vključujejo koncept bowellism člana Archigrama Mika Webba, Fun Palace Cedrica Pricea in Walking City Rona Herrona, prav tako člana Archigrama. Te teoretične zasnove, skupaj s številnimi drugimi, so bile široko razširjene v britanskih in ameriških arhitekturnih krogih zaradi njihovega pregleda Reynerja Banhama. Ti konceptualni načrti so predstavili ideje in elemente, ki bodo kasneje zelo vplivali na dela uglednih visokotehnoloških arhitektov, kot sta Norman Foster in Nicholas Grimshaw.

## Značilnosti
Visokotehnološke stavbe pogosto vključujejo vrsto materialov, ki spominjajo na industrijsko proizvodnjo. Jeklo, aluminij, steklo in beton, saj ti elementi vzbujajo občutek, da so množično proizvedeni in široko dostopni. Vsi visokotehnološki dizajni niso narejeni tako, da bi ustrezali resnično množično proizvedenim materialom, vendar kljub temu poskušajo prenesti občutek tovarniškega ustvarjanja in široke distribucije. Natezne strukture, prečni nosilci ter izpostavljeni podporni in vzdrževalni elementi so pomembni sestavni deli visokotehnoloških modelov. Osredotočenost na močne, poenostavljene in pregledne elemente povezuje visoko tehnologijo kot slog z načeli inženiringa. Inženir Anthony Hunt je imel velik vpliv tako pri načrtovanju, izbiri materialov kot pri končnem izrazu mnogih najzgodnejših visokotehnoloških stavb v Veliki Britaniji, zato je veliko teh načrtov prežetih s poudarkom na estetiki inženiringa in gradnje.
Stavbe, zgrajene v slogu visoke tehnologije, imajo pogosto več značilnih elementov postavitve. Ti vključujejo odprt tloris, veliko osrednje območje, ki ga oskrbuje veliko manjših prostorov za vzdrževanje, in ponavljajoče se elemente, ki jih je mogoče ali se zdi, da jih je mogoče ločiti in po potrebi zamenjati. Prostori ali elementi, namenjeni storitvam in mehanskim komponentam, kot so klimatske naprave, vodni procesorji in električna oprema, ostanejo izpostavljeni in vidni gledalcu. Pogosto so ti prostori nameščeni v velikih servisnih stolpih zunaj stavbe, kot je v stavbi Lloyd's v Londonu Richarda Rogersa. Stavba Lloyd's ima tudi pisarne, zasnovane tako, da jih po potrebi spreminjamo in konfiguriramo s premikanjem in odstranjevanjem predelnih sten – ustvarjamo prožno in prilagodljivo notranje okolje, ki ga je mogoče spremeniti, da ustreza potrebam stanovalcev stavbe. Ta tema rekonfigurabilnih prostorov je pomemben sestavni del visokotehnoloških stavb. Stavba HSBC v Hongkongu, ki jo je zasnoval Norman Foster, je še en odličen primer visokotehnološke stavbe, zasnovane tako, da se sčasoma spreminja glede na potrebe uporabnikov. Njena uporaba visečih talnih plošč in zasnova družabnih prostorov kot posameznih stolpov poudarjata nov pristop k ustvarjanju in servisiranju poslovne stavbe.
Visokotehnološki slog se pogosto razlaga kot poveličevanje tehnologije in poudarjanje funkcionalnega namena vsakega elementa stavbe. Ti dizajni vključujejo elemente, ki očitno prikazujejo tehnično naravo komponent v njih, kar ustvarja občutek poštene, odprte preglednosti. Pompidoujev center v Parizu, avtorjev Renza Piana in Richarda Rogersa, ponazarja tehničnost in osredotočenost na izpostavljenost elementov storitev. Eksternalizacija funkcionalnih komponent je ključni koncept visokotehnološke arhitekture, čeprav se ta tehnika lahko uporabi tudi za ustvarjanje estetike dinamične svetlobe in sence čez fasado stavbe. Barva igra pomembno vlogo tudi pri dekoraciji visokotehnoloških stavb, saj lahko različne barve uporabimo za predstavitev različnih servisnih elementov ali da stavbi damo videz niza arhitekturnih diagramov.
Od leta 2016 ima nedavni strukturni impresionizem dva glavna trenda: sisteme oklepajev in sisteme diamrež. Oba strukturna sistema imata strukturne nosilne elemente vidne od zunaj, za razliko od mnogih objektov postmoderne arhitekture, kjer je večina strukturnih elementov skritih v notranjosti. 
Oporni sistemi imajo močne zunanje stebre, povezane s 'težkimi' prečnimi opornimi elementi. 
Sistem diagrid je sestavljen iz mreže 'lahkih' diagonalnih elementov in vodoravnih obročev, ki tvorijo trikotnike, brez navpičnih stolpcev.

## Cilji
Visokotehnološka arhitektura poskuša utelesiti vrsto idealov, za katere so menili, da njeni praktiki odražajo 'duh časa'. Zaskrbljenost glede prilagodljivosti, trajnosti in spreminjajočega se industrijskega sveta je povzročila premik v načinu, na katerega so številni arhitekti po vsem svetu pristopili k izzivu načrtovanja zgradb. Stavba HSBC Normana Fosterja je bila posebej zasnovana za gradnjo nad javnim trgom, da ne bi zavzela več zemlje v Hongkongu, ki se zaveda vesolja. Svetovni trgovinski center Minoruja Yamasakija je bil osredotočen okoli petih hektarjev velikega dvignjenega javnega trga, popolnoma brez avtomobilov, tako da so se pešci lahko prosto sprehajali skozi kompleks. Poleg tega je Svetovni trgovinski center privedel do izgradnje popolnoma nove postaje PATH, ki služi potnikom po železnici, ki prihajajo iz New Jerseyja v New York. Ta pristop k gradnji, pri katerem ima arhitekt ravno toliko odgovornosti do mesta, ki obkroža stavbo, kot stavba sama, je bil ključna tema mnogih struktur, zasnovanih v slogu visoke tehnologije. Ustrezna uporaba in porazdelitev prostora sta pogosto sestavni del teorije visoke tehnologije in kot taki so ti ideali pogosto povezani s praktičnimi pomisleki glede bivalne primernosti in praktičnosti oblikovanja.
V jedru mnogih visokotehnoloških stavb je koncept omniplatz. To je ideja, da stavba in prostori v njej ne bi smeli biti nujno absolutno definirani, temveč naj bi opravljali vrsto želenih funkcij. Kot tak se lahko prostor v visokotehnološki stavbi uporablja kot tovarniški prostor, skladišče ali finančni trgovalni center, vse z minimalno prerazporeditvijo strukturnih elementov. Zunanje storitve visokotehnološke stavbe v tem razumevanju sloga obstajajo zgolj zato, da naredijo osrednji prostor vseljiv in ne določajo njegove funkcije. To lahko vodi do učinka, pri katerem je vzdrževalne elemente stavbe mogoče razumeti in interpretirati brez problema, vendar je funkcijo notranjega prostora težko uganiti. Stavba Lloyd's je odličen primer tega, pri čemer njeni servisni stolpi precej jasno sporočajo svojo funkcijo, vendar je uporabo osrednjega atrija težko določiti z zunanjosti.
Medtem ko je cilj mnogih visokotehnoloških stavb pošteno in pregledno sporočiti svojo obliko in funkcijo, lahko praktični razlogi preprečijo absolutno izražanje tega načela. Pompidoujev center ima na primer več elementov, ki so pozidani ali prekriti zaradi pomislekov glede požarne varnosti in strukturne trdnosti. V mnogih primerih visokotehnološke stavbe kažejo kompromise med radikalno poštenostjo pri načrtovanju in upoštevanjem varnosti pri izvedbi. Visokotehnološka arhitektura uravnoteži umetnost in inženiring kot glavni temi in kot taka povzroča kompromise med estetiko obeh disciplin.
Visokotehnološka arhitektura je povzročila nekaj kritik zaradi svojih posegov v gradnjo in oblikovanje domov, kar je skupno z modernizmom. V mnogih hišah, ki so jih zasnovali visokotehnološki arhitekti, ni nikoli živel nihče drug kot oni sami ali njihovi bližnji sorodniki. Mnogi zunanji opazovalci so ugotovili, da je osredotočenost sloga visoke tehnologije na industrijo in izražanje storitev v nasprotju z udobjem in domačim življenjem. Stanovanje Normana Fosterja v Milton Keynesu ni bilo nikoli posebno priljubljeno, druge visokotehnološke zasnove pa so veljale za neudobne ali nerodne za bivanje.
Visokotehnološka arhitektura je bila najpogosteje uporabljena pri gradnji tovarn, pisarn podjetij ali umetniških galerij, vseh prostorov, ki bi lahko učinkovito izkoristili estetiko industrije in našli dobro uporabo za prilagodljive prostore, ki jih je ustvaril slog. Uporaba tehnoloških tem v visokotehnoloških stavbah namerava prenesti etos znanosti in napredka. Medtem ko sta preglednost in poštenost materialov zelo cenjeni, si visokotehnološki dizajni prizadevajo vzbuditi vedno dinamičen občutek gibanja in sprememb. Prilagodljivost, fleksibilnost in odprtost so ključni cilji visokotehnološkega sloga. Očitno in kreativno prikazati funkcionalno naravo servisnih elementov in jasno sporočiti spremenljivo naravo prostorov, ustvarjenih v njih, sta pomembna cilja velike večine visokotehnoloških stavb.

## Primeri
| Ime stavbe                                 | Lokacija                   | Država                   | Arhitekt                                                | Leto |
| ------------------------------------------ | -------------------------- | ------------------------ | ------------------------------------------------------- | ---- |
| BMA Tower                                  | Kansas City, Missouri      | Združene države Amerike  | Bruce Graham                                            | 1961 |
| Riverplace Tower                           | Jacksonville, Florida      | Združene države Amerike  | Welton Becket                                           | 1967 |
| Sedež Irvine Company                       | Newport Beach, Kalifornija | Združene države Amerike  | William Pereira                                         | 1968 |
| Mercy Hospital and Medical Center          | Chicago, Illinois          | Združene države Amerike  | Charles Murphy, Murphy & Associates                     | 1968 |
| John Hancock Center                        | Chicago, Illinois          | Združene države Amerike  | Bruce Graham                                            | 1969 |
| Visokonapetostni raziskovalni center Istra | Moskva                     | Sovjetska zveza          | Moskovski inštitut za elektrotehniko                    | 1970 |
| World Trade Center (1973–2001)             | New York                   | Združene države Amerike  | Minoru Yamasaki                                         | 1971 |
| Willis Tower                               | Chicago, Illinois          | Združene države Amerike  | Bruce Graham                                            | 1973 |
| Marquette Plaza                            | Minneapolis, Minnesota     | Združene države Amerike  | Gunnar Birkerts                                         | 1973 |
| Hopkins House                              | London                     | Združene države Amerike  | Michael Hopkins and Partners                            | 1976 |
| One US Bank Plaza                          | St. Louis, Missouri        | Združene države Amerike  | Thompson, Ventulett, Stainback & Associates             | 1976 |
| Univerza Bielefeld                         | Bielefeld                  | Nemčija                  | Klaus Köpke, Wolf Siepmann, Helmut Herzog, Katte Töpper | 1976 |
| Pompidoujev center                         | Pariz                      | Francija                 | Renzo Piano in Richard Rogers                           | 1977 |
| Mednarodni kongresni center Berlin         | Berlin                     | Nemčija                  | Ralf Schüler, Ursulina Schüler-Witte                    | 1979 |
| Sport- und Erholungszentrum                | Berlin                     | Nemčija                  | Erhardt Gißke                                           | 1981 |
| Aon Centre                                 | Wellington                 | Nova Zelandija           | Stephenson & Turner                                     | 1983 |
| ARK Dental Clinic Building                 | Kjoto                      | Japonska                 | Shin Takamatsu                                          | 1983 |
| PHARAOH Dental Clinic Building             | Kjoto                      | Japonska                 | Shin Takamatsu                                          | 1984 |
| HSBC Hong Kong, upravna stavba             | Hong Kong                  | Hong Kong SAR            | Norman Foster                                           | 1985 |
| Uniklinikum Aachen                         | Aachen                     | Nemčija                  | Weber & Brand                                           | 1985 |
| Lloyd's Building                           | London                     | Združeno kraljestvo      | Richard Rogers                                          | 1986 |
| San Diego Convention Center                | San Diego                  | Združene države Amerike  | Arthur Erickson                                         | 1989 |
| Bank of China Tower                        | Hong Kong                  | Hong Kong SAR            | I.M. Pei                                                | 1989 |
| Hotel Arts                                 | Barcelona                  | Španija                  | Bruce Graham                                            | 1992 |
| Žižkov TV Tower                            | Praga                      | Češka                    | Václav Aulický, Jiří Kozák                              | 1992 |
| Mesiniaga Tower                            | Subang Jaya, Selangor      | Malezija                 | Ken Yeang                                               | 1992 |
| Petronasova stolpa                         | Kuala Lumpur               | Malezija                 | César Pelli                                             | 1993 |
| Lord's Media Centre                        | London                     | Združeno kraljestvo      | Future Systems                                          | 1999 |
| Burj Al Arab                               | Dubaj                      | Združeni arabski emirati | Tom Wright                                              | 1999 |
| Singapore Post Centre                      | Singapur                   | Singapur                 | RDC Architects Pte Ltd                                  | 1999 |
| Singapore Expo                             | Singapur                   | Singapur                 | Philip Cox                                              | 1999 |
| Expo MRT station                           | Singapur                   | Singapur                 | Norman Foster                                           | 2001 |
| National Stadium                           | Singapur                   | Singapur                 | Arup Group                                              | 2014 |
| City of Manchester Stadium                 | Manchester                 | Združeno kraljestvo      | [[up Group Limited                                      | 2002 |
| 30 St. Mary Axe                            | London                     | Združeno kraljestvo      | Norman Foster                                           | 2003 |
| Turning Torso                              | Malmö                      | Švedska                  | Santiago Calatrava                                      | 2004 |
| Hearst Tower                               | New York                   | Združene države Amerike  | Norman Foster                                           | 2004 |
| Torre Glòries                              | Barcelona                  | Španija                  | Jean Nouvel                                             | 2005 |
| National Library                           | Singapur                   | Singapur                 | T. R. Hamzah and Yeang                                  | 2005 |
| Wembley Stadium                            | London                     | Združeno kraljestvo      | Norman Foster                                           | 2006 |
| Leslie L. Dan Pharmacy Building            | Toronto, Ontario           | Kanada                   | Norman Foster                                           | 2006 |
| Marina Bay Sands                           | Singapur                   | Singapur                 | Moshe Safdie                                            | 2010 |
| Diagonal Zero Zero                         | Barcelona                  | Španija                  | Enric Massip-Bosch                                      | 2011 |
| Mercury City Tower                         | Moskva IBC                 | Rusija                   | Frank Williams                                          | 2013 |
| Leadenhall Building                        | London                     | Združeno kraljestvo      | Rogers + Stirk + Harbour                                | 2013 |
| Raffles City Chongqing                     | Čongčing                   | Kitajska                 | Moshe Safdie                                            | 2019 |
| 270 Park Avenue                            | New York                   | Združene države Amerike  | Foster and Partners                                     | 2025 |
| Source:                                    |                            |                          |                                                         |      |